# Лауханвуори (национальный парк)
Лауханвуори (фин. Lauhanvuoren kansallispuisto) — национальный парк расположен в Южной Остроботнии (Финляндия), между районами Каухайоки и Исойоки. Основан в 1982 году и занимает площадь 53 км². Характерные черты национального парка – сочетание сосновых лесов, ручьёв и болот. Растительность и геология Лауханвуори несколько отличаются от соседних территорий. Парк управляется Главным лесным управлением Финляндии (фин. Metsähallitus).

## История
В конце ледникового периода 9,3 тыс. лет назад материковый лёд отошёл от района Лауханвуори, и верхушка горы стала островом Анцилового озера. Вершина в то время находилась на высоте 203 метра над береговой линией. Земля быстро поднималась в течение следующей тысячи лет, и на ее склонах сформировались береговые валы. Лауханвуори была пустынной областью до XVII века. Постепенно в окрестностях Лауханвуори появились сельские поселения, и местные жители начали охотиться в этом районе. В исторический период леса Лауханвуори использовались для разных целей. В XVIII и XIX веках активно развивалось смолокурение. Смолу перевозили на продажу в Кристийнанкаупунки по дороге через Лауханвуори. В XIX веке на склонах горы выращивали картофель, пасли скот и праздновали Юханнус.
В 1973 году совещательная комиссия по охране окружающей среды внесла предложение по основанию в Лауханвуори национального парка, который был открыт в 1982 году. В начале площадь парка составляла всего 2600 га, но в 1993 году к парку были присоединены районы Майалетто, Нокиламменнева, так называемый район Северная Лауха, а также прилегающие выкупленные территории. В итоге площадь национального парка увеличилась до 53 км².

Карта национального парка Лауханвуори

## Природа
Эта сильно заболоченная равнинная территория, расположенная в 60 км от побережья Ботнического залива, сформировалась в голоценовом периоде после отступления последнего ледника. Но центральная часть парка представляет собой сложенную из песчаников гору Лауханвуори, что для Финляндии редкость. На вершине горы установлена смотровая башня .

### Гора
Высота горы Лауханвуори – 231 м, она представляет собой одну из самых высоких точек Западной Финляндии, что позволяет называть эту местность «Лапландией Западной Финляндии».  После отступления ледника эта вершина не была закрыта водой, представляя собой один из островов Анцилового озера.

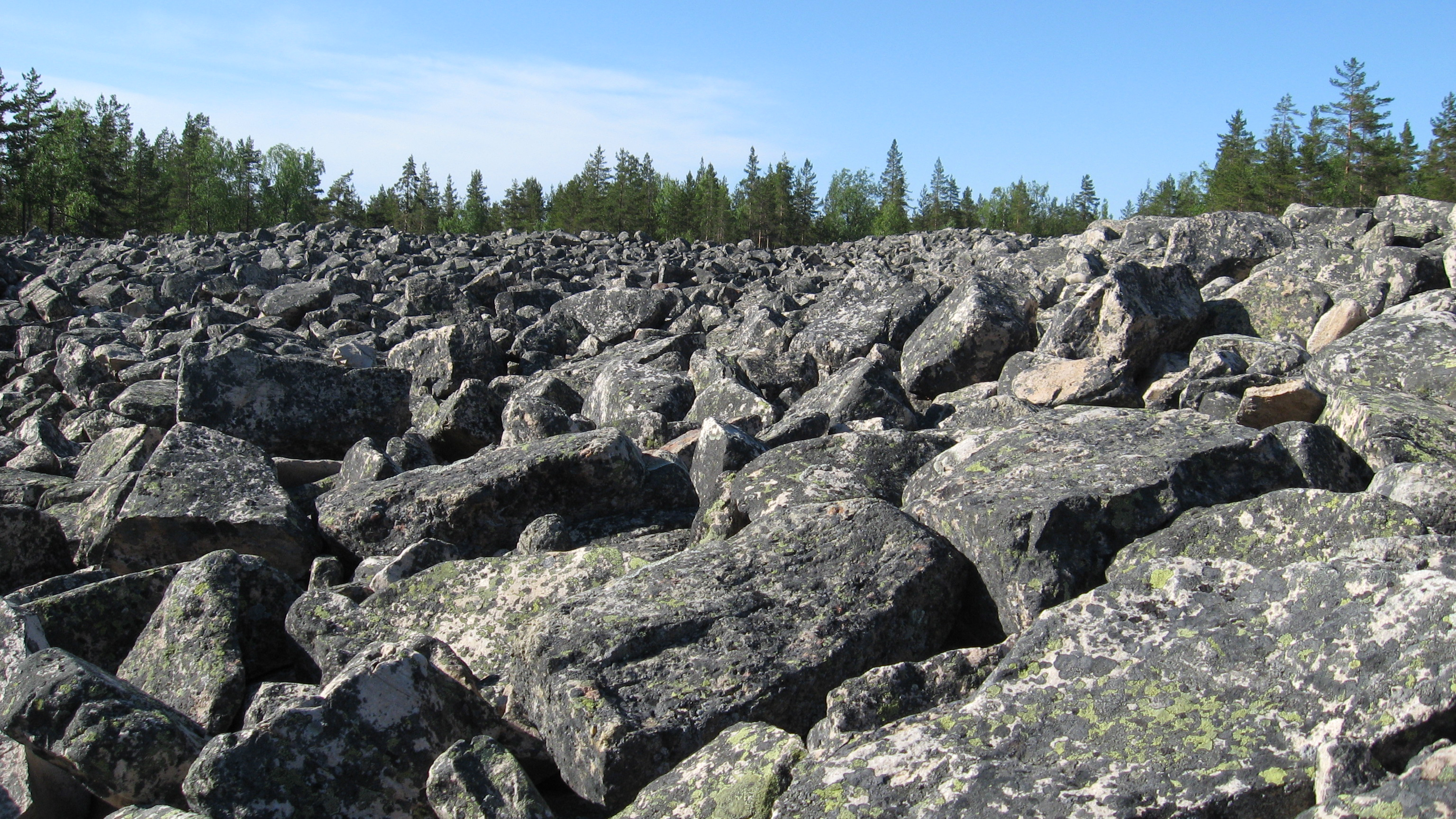
Водно-ветровая эрозия на горе Лауханвуори

### Растительность и животный мир
Поскольку гора Лауханвуори в отличие от её окрестностей не была дном моря, на ней не сформировалось осадочных отложений и почвы. Её склоны безлесны и неплодородны. Птицы национального парка представлены такими северными видами, как вьюрки и свиристели. На болотах произрастают представители редких видов как высших растений, так и мхов, а также лишайников. Самые старые сосны достигают возраста более 125 лет. Национальный парк является самым южным местом произрастания тофильдии крохотной (Tofieldia pusilla).

## Достопримечательности
В список достопримечательностей парка входят Кивийата, Аумакиви и смотровая башня. Кивийата – древний береговой вал из редкого для Финляндии песчаника. Аумакиви – большой переносный валун, который находится на нижнем вале. В 2004 году на вершине горы была построена смотровая башня.

## Проведение досуга
Национальный парк Лаухавуори подходит для однодневных посещений. В парке около десяти километров обозначенных пеших маршрутов. Пешие маршруты делятся на семь отрезков. Все маршруты лёгкого или среднего уровня. Летом в парке работают гиды. Зимой можно заниматься лыжным кроссом на лыжных трассах, прокладываемых муниципалитетами Каухайоки и Исойоки. Руководство и обслуживание клиентов организуют природный туристский центр «Муурахайнен» и центр природы «Сейтсеминен». Летом в природном туристском центре работает кафе.

## Внешние ссылки
- Outdoors.fi – Lauhanvuori National Park